# Alberto Di Paulo
Alberto Di Paulo (Buenos Aires Argentina, 12 de julio de 1929 – ídem 13 de julio de 2011) cuyo nombre real era Antonio J. Di Paolo fue un bandoneonista, director de orquesta, compositor y arreglista dedicado al género del tango.

## Antecedentes personales
Su familia, de clase media, vivía en el barrio de Parque Centenario y pasó por dificultades de orden económico. Su padre que tocaba el violín y sus tíos bandoneonistas constituían los hermanos Caggiano; de ellos, Américo que era el mayor, se destacó por haber integrado entre otras, las orquestas de Miguel Caló y de Enrique Santos Discépolo y haber acompañado a Tania en su gira por Méjico, donde fue copropietario del famoso local El Patio.
Comenzó a aprender música a los seis años con su padre y luego le compraron un violín y lo enviaron al conservatorio que tenía el profesor Furzi, violinista de la orquesta estable del Teatro Colón, pero lo que le atraía era el bandoneón. Cuando Caggiano viajó al exterior lo dejó a cargo de Calixto Sayago, que por entonces pertenecía a la orquesta de Radio El Mundo y cuando tenía unos doce años fue incorporado al exitoso grupo infantil llamado La Pandilla Marylín, que se emitía diariamente por radio con participación de chicos.

## Carrera profesional
Su padre consideró conveniente que adquiriera experiencia en orquestas y lo llevó a participar de varios conjuntos barriales, entre los cuales estaba la Orquesta Típica Maipo que dirigía Miguel Ángel Giordano, donde un músico de mayor edad, le enseñó los secretos del bandoneón y fue así que a los catorce años integró la orquesta de Emilio Balcarce. Este director tiene mucha influencia e su carrera posterior pues comenzó a interesarse por el arreglo musical, que hacía intuitivamente pero lo lleva a iniciar estudios de armonía, contrapunto y orquestación.
Muy requerido por orquestas que en esa época actuaban en cafés y cabarés, pasó por las de Alberto Pugliese, Antonio Arcieri, Antonio Rodio, Raúl Kaplún y Alfredo Calabró, entre otras, y después ingresó en la de Elvino Vardaro.
En 1952, formó su propia orquesta y con ella durante dos años trabajó en Radio Libertad en tanto simultáneamente se presentaba en numerosos clubes de barrio. Cuando en 1957 los cantores Alberto Echagüe y Armando Laborde se desvincularon de la orquesta de Juan D’Arienzo, convocaron a Di Paulo para integrar con ellos una nueva agrupación, como director y arreglador. Trabajaron en la confitería Richmond, de la calle Suipacha, y grabaron un disco con Soy varón y Nosotros donde cantó Echagüe y Andate por Dios y La calesita, con Laborde.
Más adelante, fue requerido para acompañar al cantor Alberto Marino, con quien actuó en confiterías y en el Canal 7 y grabó para RCA Victor los temas Telón y La calle sin sueño, con la novedad de la incorporación de ocho cuerdas a la orquesta; esta variante fue escuchada por azar en el estudio de grabación por el director de orquesta Xavier Cugat, que estaba de gira en Argentina y había pedido a la discográfica Victor, una orquesta de tango y un arreglador, para fusionar con su conjunto y llevar para Estados Unidos cuatro tangos para un disco de música latina que estaba en producción. A Cugat, que también había escuchado las orquestas de D’Arienzo, Piazzolla y Troilo, le atrajo el tratamiento que le había dado Di Paula las cuerdas y contrató a este, lo que motivó a la discográfica a lanzar en forma simultánea en toda América y Japón, en 1961, un larga duración con 12 obras, titulado Alberto Di Paulo, su bandoneón y su orquesta.
Actuó en los programas de Canal 7, Buenas Noches soy el Tango, La Escala Musical y muchos otros. En 1966 fue el director y arreglista de la orquesta que grabó 14 para el tango, una idea de Ben Molar para su sello Fermata que se concretó con su lanzamiento el 17 de noviembre de ese año. También a pedido de Ben Molar realizó Los de siempre, con tangos de Cátulo Castillo, Francisco De Caro, Celedonio Flores y Pedro Laurenz y el álbum Catorce de Cobián y Cadícamo, que Di Paulo grabó con un octeto.
Seguidamente pasó a trabajar en Music Hall haciendo los arreglos y la dirección orquestal de la orquesta que acompañaba a Alberto Podestá. En 1973 y 1974 hizo su nuevo disco titulado El sonido de Alberto Di Paulo, con Mario Abramovich, Enri Balestro, José Colángelo, Alberto Del Bagno, Adriano Fanelli, Antonio Pagano y Aquiles Roggero más los cantores Osvaldo Arana y Carlos Cristal.
En 1982, participó de una importante producción que realizó la revista Selecciones del Reader’s Digest y posteriormente trabajó de compaginador musical en los nuevos álbumes editados por la revista. En 1985 presentó en tiempo de tango una serie de famosas canciones estadounidenses que incluían Comienza el beguine, El hombre que amo, Polvo de estrellas, Rapsodia en blue y Serenata a la luz de la luna, entre otras. 
De 1972 a 1982 grabó para el sello Magenta y acompañó a los cantores y cancionistas que grabaron para el sello. 
A lo largo de su carrera Di Paulo Realizó giras por países sudamericanos, España y Japón.
Dentro de su numerosa obra como compositor se destaca Mi bandoneón está triste, creado el día en que murió Aníbal Troilo y que ejecutó en solo de bandoneón.
Alberto Di Paulo falleció el 13 de julio de 2011 en Buenos Aires.